# Michael Dillmann
Michael Dillmann (* 1962 in München) ist ein deutscher Maler.

## Werdegang
Dillmann studierte von 1984 bis 1990 an der Akademie der bildenden Künste München bei Rudi Tröger. Er lebt und arbeitet in Thanning, südlich von München.

## Werk
Dillmann malt bevorzugt mit reiner Eitempera, die er selber herstellt. Seine Arbeiten behandeln alltägliche Themen wie Landschaften, Straßenszenen, Raum und Figur.

## Ausstellungen (Auswahl seit 1999)
- 1999: Junge Kunst Haus der Kunst, München
- 2000: Kunst und Kultur zu Hohenaschau, Aschau[1]
- 2002: Große Kunstausstellung Haus der Kunst, München
- 2005: Artefiz Kunsthalle, Zürich
- 2008: Kunsthaus Binhold, Köln
- 2008 art Karlsruhe Galerie Epikur Wuppertal
- 2008: Together National Gallery Amman, Amman
- 2009: Galerie Epikur, Wuppertal
- 2010: St.-Johanns-Club Wien, Wien
- 2012: Ambacher Contemporary, München
- 2012: Jahresausstellung der Kunst und Kultur zu Hohenaschau, Aschau[1]
- 2014: Galerie Villa Maria, Bad Aibling[2]
- 2014: Liebenweinturm Burghausen, Burghausen
- 2017: Jahresausstellung der Kunst und Kultur zu Hohenaschau, Aschau[1]
- 2018: ARTMUC Kunstmesse München
- 2018: Seidlvilla, München[3]
- 2019: Galerie 13[4]
- 2020: Galerie 13
- 2022: Galerie 13[5][6]

## Kataloge
- 2000: Michael Dillmann, Kunst und Kultur zu Hohenaschau.
- 2000: Michael Dillmann, Eitemperabilder Handzeichnungen. Blank.
- 2012: Michael Dillmann, facts of life. Ambacher Contemporary.